# Josip Kleczek

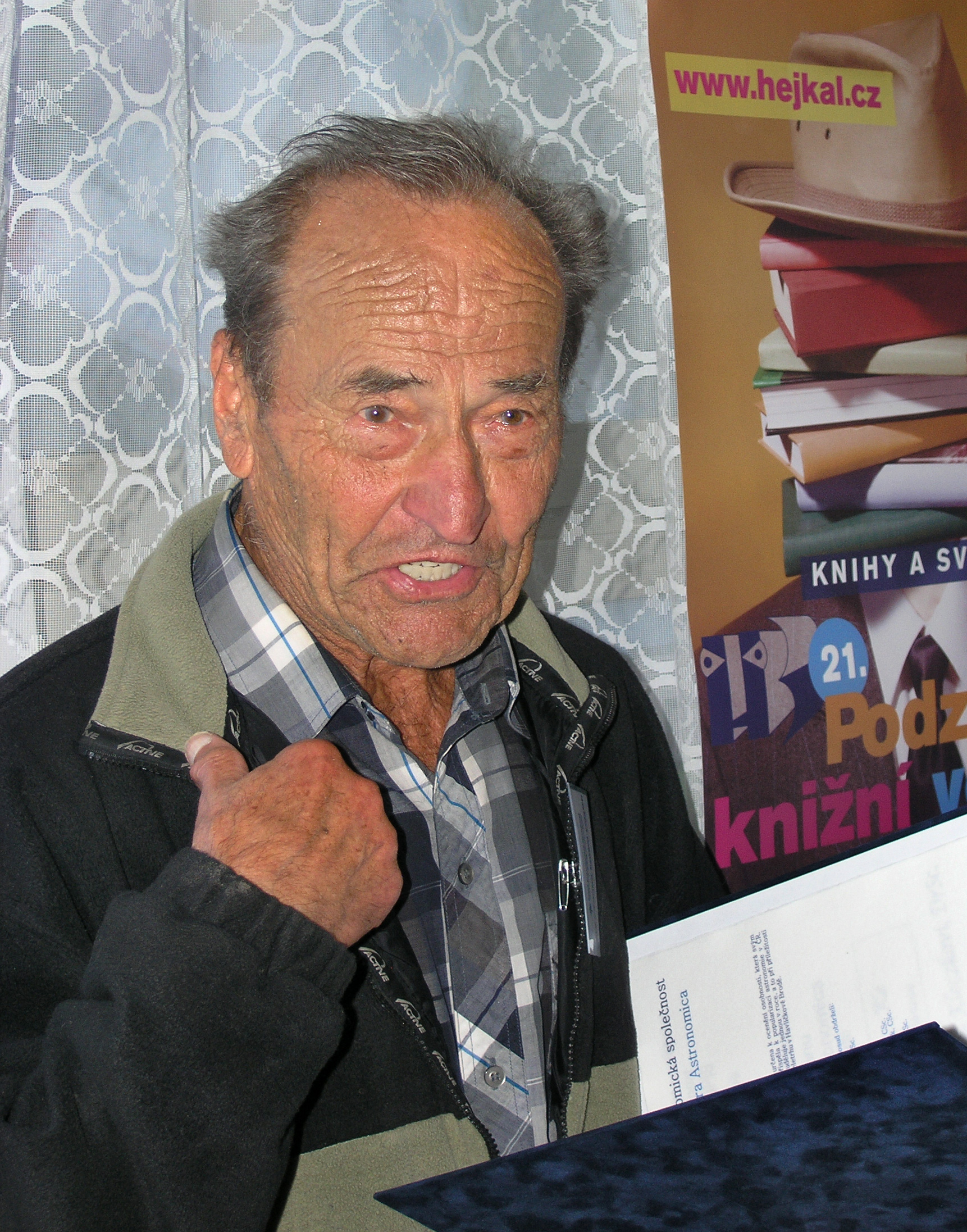
Josip Kleczek při přebírání ceny Littera astronomica za rok 2011

Josip Kleczek (22. února 1923 Gornja Sanica severně od Ključe, Království SHS – 5. ledna 2014) byl český astronom a sluneční fyzik. Napsal také řadu odborných a populárně-vědeckých publikací, např. Velkou encyklopedii vesmíru.

## Život
Narodil se v severozápadní části dnešní Bosny a Hercegoviny, koncem 20. let 20. stol. se jeho česká matka se synem vrátila do své rodné obce Štěpánov nad Svratkou.
Roku 1949 absolvoval Přírodovědeckou fakultu UK v Praze. V Astronomickém ústavu AV ČR v Ondřejově se věnoval především sluneční aktivitě, protuberancím a později i otázkám sluneční energie a energetické bilance Země. Jeho pedagogická činnost zahrnovala přednášky na Univerzitě Karlově a dalších vysokých školách v zahraničí. Napsal či se podílel na množství astronomických monografií a slovníků (z nich nejvýznamnějším je vícejazyčný astronomický slovník).
Po mnoho let působil ve funkci prezidenta komise pro výuku astronomie při Mezinárodní astronomické unii (IAU), založil a po dobu dvaceti let vedl Mezinárodní školu pro mladé astronomy při UNESCO a IAU.

### Ocenění
Jako jediný byl dvakrát vyznamenán cenou Littera astronomica České astronomické společnosti:
- v roce 2002 ji získal za celoživotní literární dílo v oblasti astronomie,[2]
- v roce 2011 za knihu Život se Sluncem a ve vesmíru.[3]

Na jeho počest byla pojmenována planetka (2781) Kleczek.
Byl čestným občanem obce Štěpánov nad Svratkou.

## Dílo
- Nitro hvězd (1957)
- Astronomical dictionary in six languages (1961)
- Astronomický a astronautický slovník (1963)
- Plazma ve vesmíru a laboratoři  (1968)
- Slunce a člověk (1973)
- Naše souhvězdí (1978, 1986, 1994, 2000),
- Sluneční energie – úvod do helioenergetiky (1981)
- Naše Slunce (1984)
- Vesmír kolem nás (1986)
- Space Sciences Dictionary (s Helenou Kleczkovou, čtyřsvazkový šestijazyčný slovník – anglicky, francouzsky, německy, španělsky, portugalsky, rusky, 1990–1994)
- Vesmír a člověk (1998)
- Energie – ve vesmíru a ve službách lidí (2002)
- Velká encyklopedie vesmíru (2002)
- Náš vesmír (2005)
- Život se Sluncem a ve vesmíru (2011)
- Voda ve vesmíru, na zemi, v životě a v kultuře (2011, red.)
- Toulky Vesmírem (2013)